# Elne
Elne är en kommun i departementet Pyrénées-Orientales i regionen Occitanien i södra Frankrike. Kommunen ligger i kantonen Elne som tillhör arrondissementet Perpignan. År 2022 hade Elne 9 479 invånare.

## Befolkningsutveckling
Antalet invånare i kommunen Elne
| Referens: INSEE |